# Ranunculus hungaricus
Ranunculus hungaricus är en ranunkelväxtart som beskrevs av Sóo. Ranunculus hungaricus ingår i släktet ranunkler, och familjen ranunkelväxter. Inga underarter finns listade i Catalogue of Life.